# Romssa Arena
El Romssa Arena, hasta marzo de 2023 llamado Alfheim Stadion es un estadio de fútbol ubicado en la ciudad de Tromsø, en el norte de Noruega. El estadio fue inaugurado en 1987 y posee una capacidad de 7200 asientos, es utilizado por el club Tromsø IL que milita en la Tippeligaen, la máxima categoría del país escandinavo.
Inaugurado en 1987, desde 2005 la superficie del campo de juego es de césped sintético y calefacción por suelo radiante, se adoptó esta solución porque el campo, anteriormente de césped natural, sufría un deterioro importante durante el duro invierno noruego -cabe señalar que la ciudad de Tromsø se encuentra a 350 km al norte del círculo polar ártico- y las heladas y el uso en esos periodos hicieron que la cancha se volviera fangosa y casi inutilizable.
La máxima asistencia se remonta a 1990; cuando Tromsø IL se enfrentó a Rosenborg Trondheim por los cuartos de final de la Copa de Noruega frente a 10.225 espectadores.
En el estadio cuenta con una casa club, 26 palcos Vip, la oficina del club, sala de conferencias, quioscos, restaurantes, tienda de aficionados.
El 29 de marzo de 2023, la compañía eléctrica Troms Kraft AS se convirtió en el patrocinador del nombre del estadio. A partir de entonces la instalación pasó a llamarse Romssa Arena, nombre en sami del norte para Tromsø Arena. El acuerdo tiene una duración de cinco años. La compañía está pagando 12,5 millones de coronas noruegas (alrededor de 1,11 millones de euros) por ello. El cambio de nombre tiene como objetivo hacer que el idioma y la cultura sami sean más visibles.

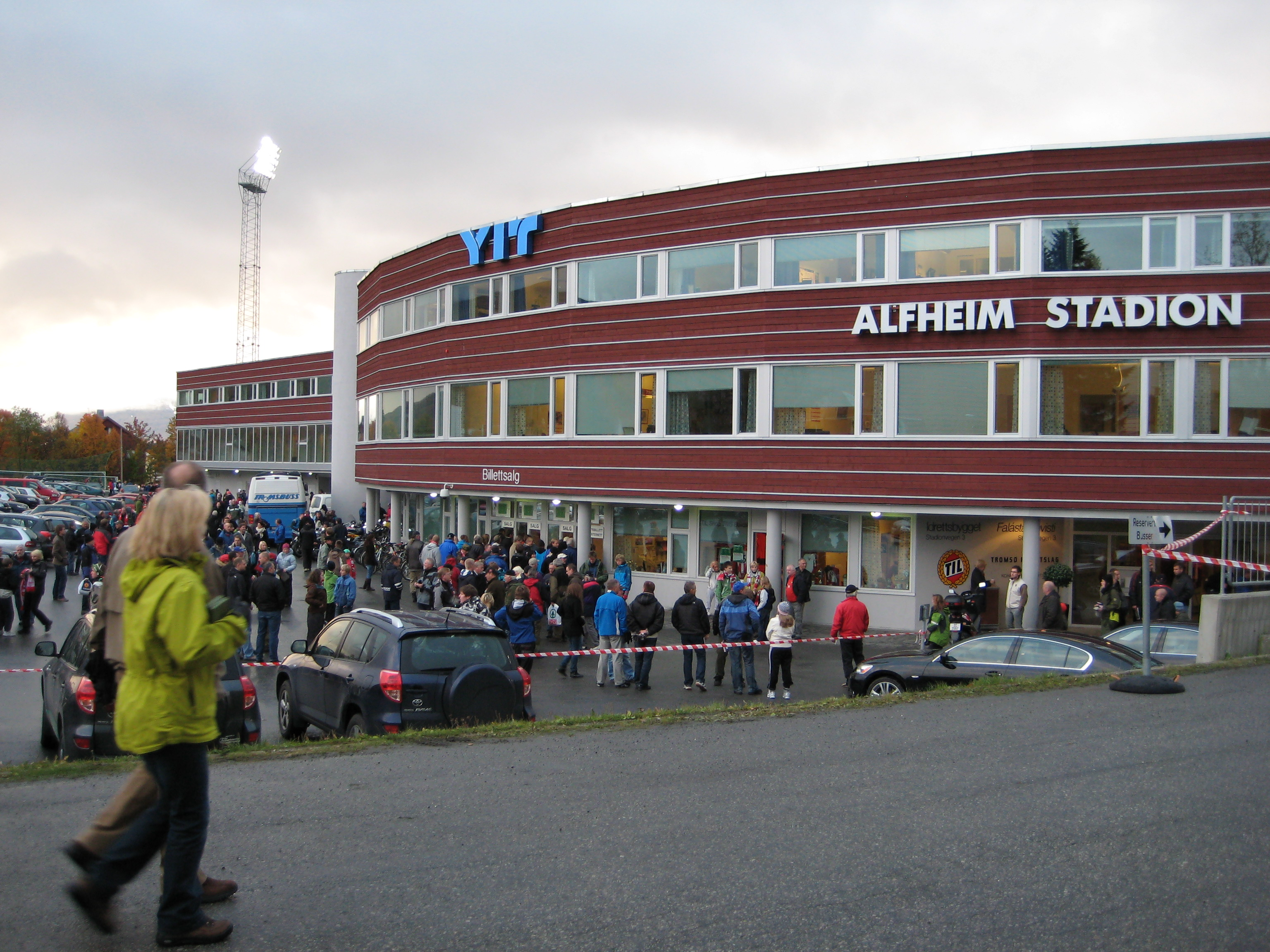
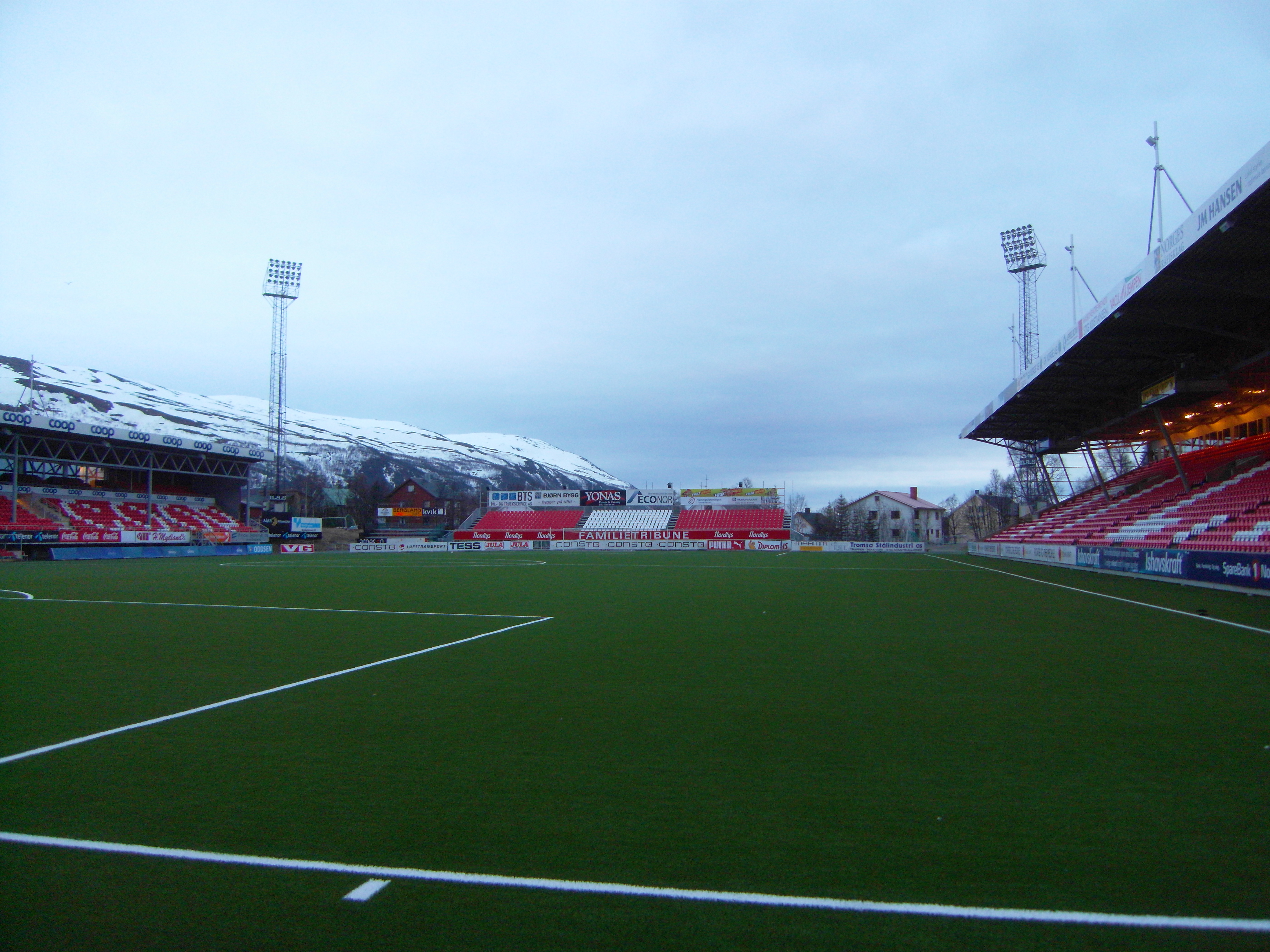